# Annaes das Sciencias, das Artes e das Letras
O Annaes das Sciencias, das Artes e das Letras foi um periódico português publicado em Paris, na França.
Publicado por Francisco Solano Constâncio, circulou de Julho de 1818 a Abril de 1822.